# 愛媛県道143号壬生川港小松線
愛媛県道143号壬生川港小松線（えひめけんどう143ごう にゅうがわこまつせん）は、愛媛県西条市を通る一般県道である。

## 概要
- 陸上距離：0.3 km

- 起点：西条市今在家
- 終点：西条市氷見甲

## 地理

### 通過する自治体
- 西条市

### 交差する道路
- 愛媛県道13号壬生川新居浜野田線
- 愛媛県道148号東予港三津屋線

### 沿線にある施設など
- 東予港